# Lotnisko Toruń
Lotnisko Toruń (kod ICAO: EPTO) – cywilne lotnisko obsługiwane przez Aeroklub Pomorski w Toruniu, który istnieje od 1935 roku. Znajduje się na Bielanach. Główne wejście na teren kompleksu znajduje się przy ul. 4 Pułku Lotniczego 17.
W 2009 roku zorganizowano na nim XIX Mistrzostwa Świata w Lataniu Precyzyjnym, a w 2021 LXIV edycję zawodów balonowych o Puchar Gordon Benetta.

## Historia

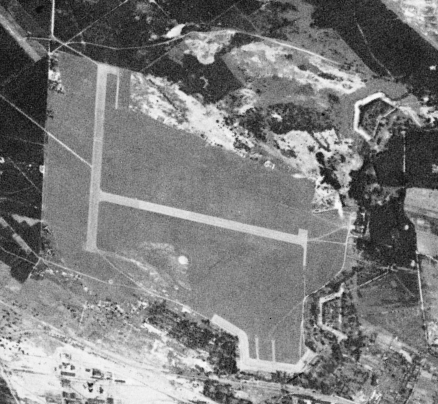
Lotnisko sfotografowane przez satelitę wywiadowczego w 1965 roku

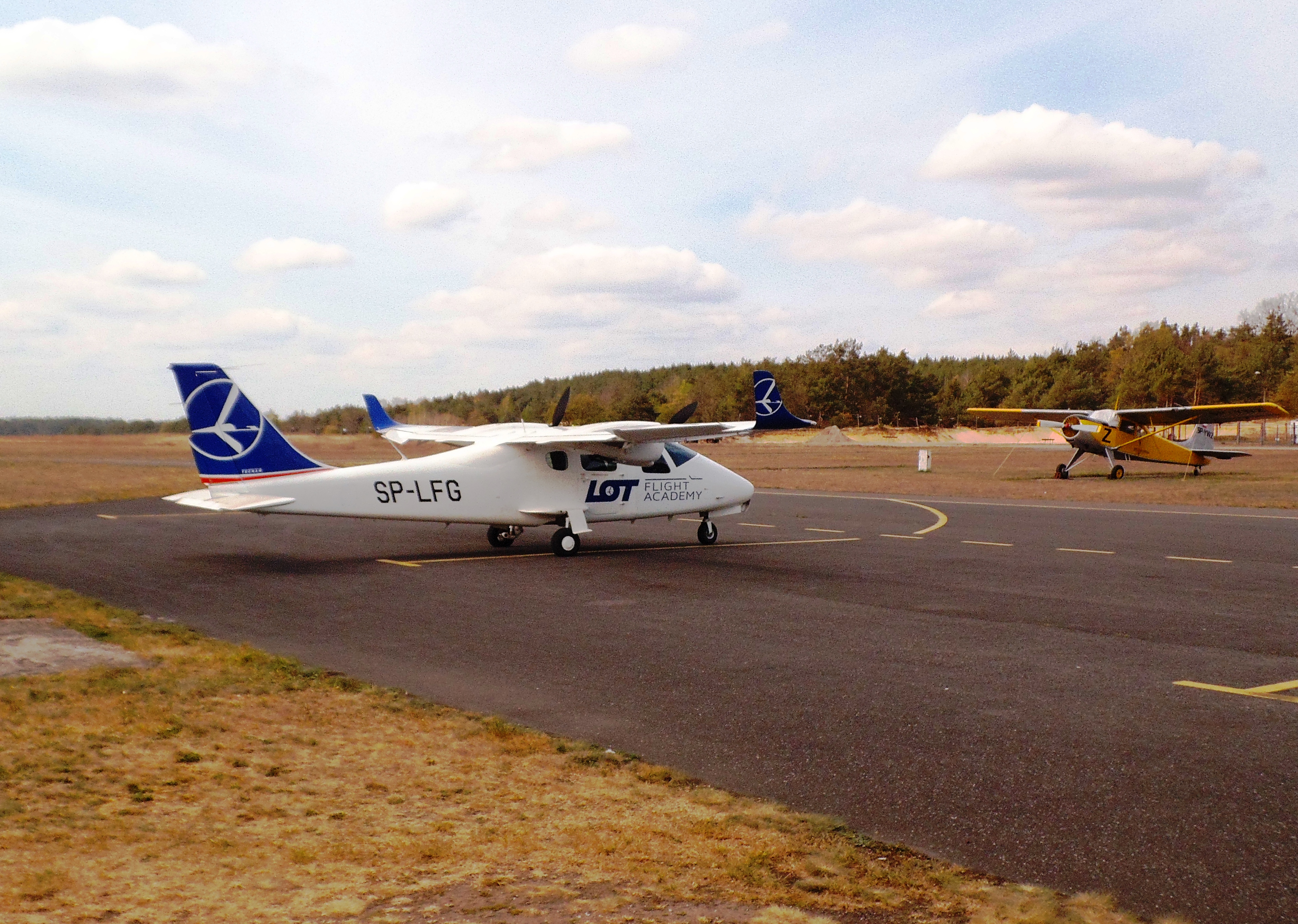
LOT Flight Academy (samolot SP-LFG) na toruńskim lotnisku

Budowę lotniska rozpoczęto w 1909 roku, obiekt oddano do użytku w 1913. Zlokalizowane zostało poza terenem twierdzy, w pobliżu fortów IX, VIII i VII, na terenie tzw. „esplanady”, czyli przedpola twierdzy i przy szosie Toruń-Fordon, około 4 km na zachód od centrum miasta. Stanowiło ważny element dawnej twierdzy toruńskiej.
Pole wzlotów początkowo wynosiło około 500/500 m, jego północno-wschodnią granicę stanowiło pole ćwiczeń wojskowych, a południową linia kolejowa do Czarnowa i szosa do Fordonu.
W niewielkiej odległości od południowej granicy lotniska ustawione zostały lotnicze hangary. Wzdłuż trzech bloków znajdowały się obszerne nadbudówki, które pełniły role budynków lotniskowych. Pomiędzy hangarami i torem kolejowym zbudowano budynki sztabowe, liczne i porządne baraki koszarowe, kasyna oraz inne urządzenia lotniskowe jak rampa kolejowa i magazyny, park techniczny, skład paliwa, garaże, strzelnice, baseny przeciwpożarowe, ośrodki szkoleniowe i sportowe itd. Bezpośrednio po I wojnie światowej znajdowały się tam dwie szkoły lotnicze, a potem dwie jednostki liniowe – 4 pułk lotniczy i 1 batalion balonowy, obie z własną, pełną infrastrukturą naziemną. Lotnisko w swojej historii było ciągle rozbudowywane i unowocześniane. Zbudowano nowe koszary, powiększono pola wzlotów i przeprowadzono meliorację. Zbudowano hamownię silników oraz przeprowadzono nową instalację elektryczną. Wykonano też światła ostrzegawcze na wszystkich pobliskich przeszkodach (do wysokości 50 m) i światła graniczne, wytyczające w nocy granicę pola wzlotów. W latach 1930–1939 nastąpiła rozbudowa lotniska. Odziedziczona po Niemcach stacja paliwowa na toruńskim lotnisku już w połowie lat dwudziestych była przestarzała i nie odpowiadała warunkom bezpieczeństwa. W początkach 1930 roku przystąpiono do budowy nowoczesnej stacji według projektu inż. Kazimierza Szamańskiego, który opracował własny system przetłaczania benzyny przy pomocy pompy odśrodkowej włączonej bezpośrednio w obieg. W 1937 roku na wschodnim krańcu lotniska ukończono budowę hangaru dla Aeroklubu Pomorskiego. Do hangaru przeprowadzono prowizorycznie utwardzoną drogę.
Po pierwszym nalocie bombowym niemieckiego lotnictwa 1 września 1939 roku zniszczeniu uległ budynek dowództwa pułku, komenda bazy, hangar, 7 lotników zostało zabitych, a 30 rannych. Tego samego dnia ok. godz. 17.00 zbombardowano przy użyciu bomb 50- i 100-kilogramowych pole wzlotów. Uszkodzono kilka samolotów i blok koszarowy. Zginęło wówczas 11 mechaników samolotowych i 3 żołnierzy, byli kolejni ranni. W 1945 roku, bezpośrednio przed opuszczeniem twierdzy i garnizonu, niemieccy saperzy wysadzili w powietrze koszary i hangary lotniska oraz inne urządzenia lotniskowe, zniszczeniu uległy niemal wszystkie urządzenia lotniska. Dużą część zdewastowano i bezmyślnie zniszczono. Do dziś pozostały wyraźne ślady jego militarnej przeszłości. Od 1945 roku lotnisku toruńskiemu przypadła rola lotniska sportowego.
Od kwietnia 2021 roku działa tu baza LOT Flight Academy.

## Infrastruktura lotniska
Lotnisko posiada 2 betonowe pasy startowe (o długości 1269 i 1190 m), płytę postojową, drogi kołowania do stacji paliw oraz budynki Aeroklubu Pomorskiego: hotel (14 pokoi), restauracja, wieża kontroli lotów oraz zmodernizowane hangary.